# 偷蛋龍屬

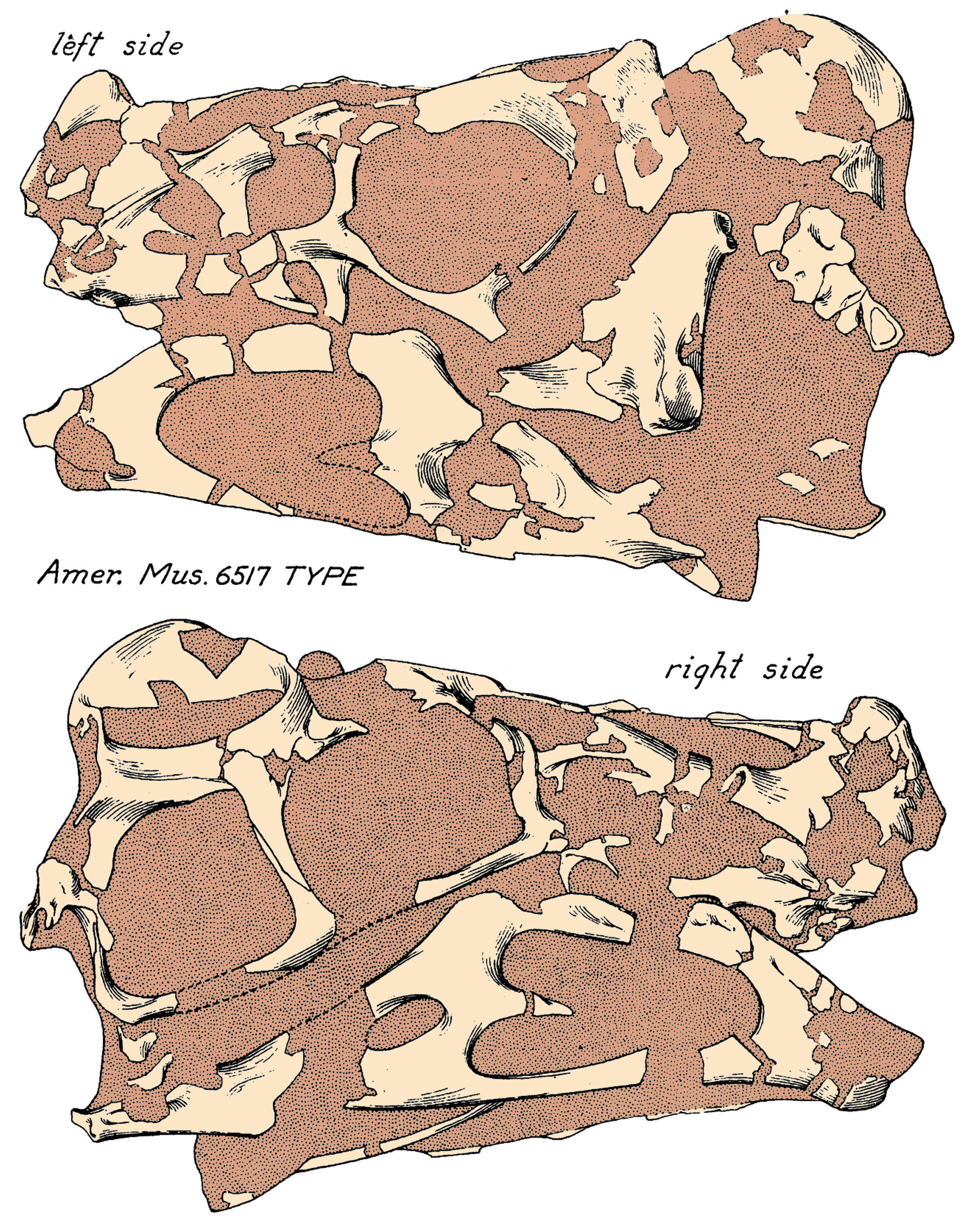
偷蛋龍正模標本（編號AMNH 6517）的顱骨示意圖

偷蛋龍屬又名竊蛋龍，是種小型的獸腳亞目恐龍，身長1.8到2.5公尺。化石發現於蒙古國與中國大陸，最初是由羅伊·查普曼·安德魯斯所發現，並由亨利·費爾費爾德·奧斯本在1924年所敘述。
偷蛋龍的屬名在拉丁語中意為「偷蛋的賊」，因為首次發現的偷蛋龍標本正位在一群恐龍蛋的上方，這些恐龍蛋在當時被認為屬於原角龍；而偷蛋龍的種名「philoceratops」意為「喜愛角龍者」，也是來自於這個發現。在奧斯本的1924年研究中，他解說偷蛋龍的頭顱骨極為接近原角龍的蛋巢，而蛋巢的土牆僅有四吋厚。不過奧斯本認為偷蛋龍這名稱可能會讓一般人誤解牠們的食性與特徵。從90年代發現的偷蛋龍科蛋巢（例如葬火龍）來看，證實了奧斯本對於偷蛋龍名稱的警訊是正確的；這些近期發現顯示，當初發現的偷蛋龍標本附近的那些蛋很可能其實是偷蛋龍正在孵化自己的蛋。
偷蛋龍生存於晚白堊紀的坎潘階晚期，約為7500萬年前。偷蛋龍的化石只有兩個標本，第一個發現於蒙古國的德加多克塔組（Djadochta Formation），包含一群恐龍蛋；第二個標本可能屬於偷蛋龍，也有蛋化石，發現於中國內蒙古東北部的巴音滿都呼組（Bayan Mandahu）。而最新研究發現，偷蛋龍的胃中有胃石，故推測牠們可能是植食性恐龍。

## 敘述

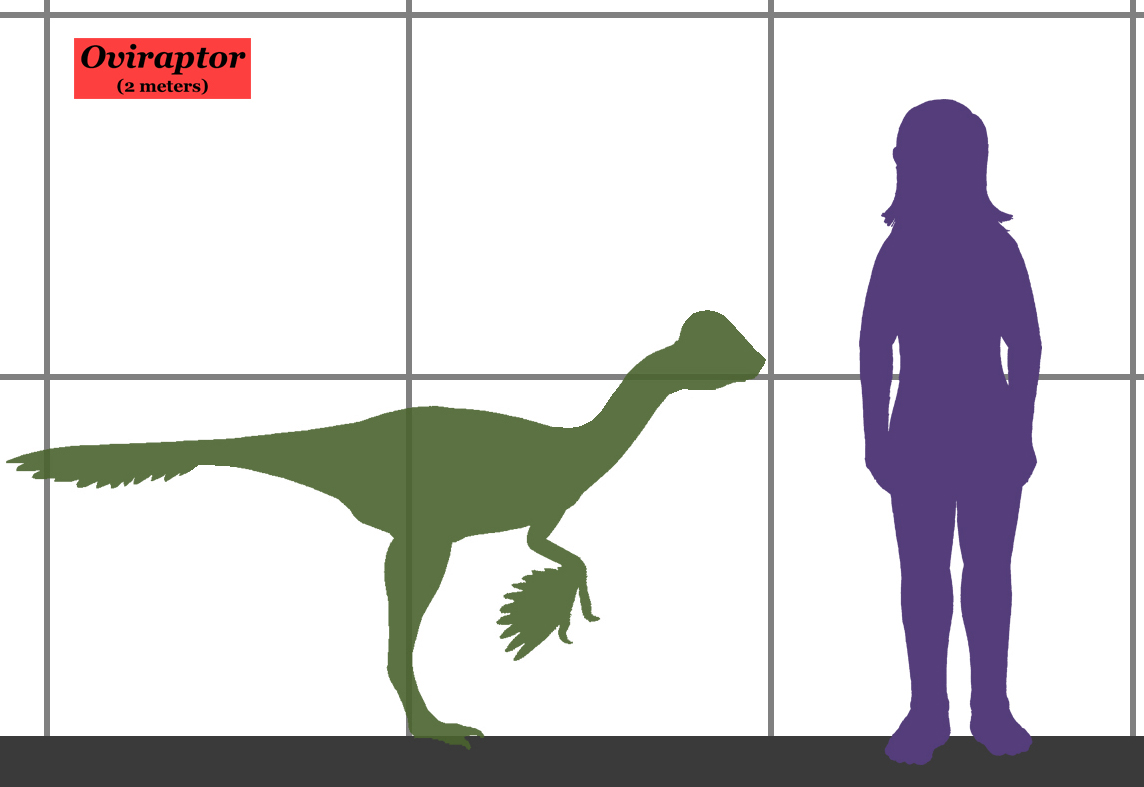
偷蛋龍與人類的體型比較圖

偷蛋龍的化石是一個部分骨骼（編號AMNH 6517），以及一個有15顆蛋（編號AMNH 6508）的蛋巢。
偷蛋龍是最像鳥類的恐龍之一。尤其是牠們的胸腔擁有數個典型的鳥類特徵，包含每個肋骨上都有一個突起物，可使胸腔更堅牢。偷蛋龍的一個近親天青石龍，曾發現具有尾綜骨，尾綜骨是種癒合脊椎，可協助固定鳥類尾巴的羽毛。更原始的偷蛋龍類身上曾發現羽毛壓痕，例如尾羽龍與原始祖鳥，顯示牠們身體上覆蓋者大範圍的羽毛，以及有羽毛的翅膀與尾巴的羽毛叢。天青石龍的尾綜骨也顯示牠們擁有尾巴羽毛叢，顯示偷蛋龍類普遍擁有羽毛叢。此外，葬火龍標本的孵化姿勢，顯示牠們使用有羽毛翅膀來覆蓋恐龍蛋。這些物種與偷蛋龍有非常類似的生理結構特徵，所以偷蛋龍極可能也擁有羽毛。
偷蛋龍傳統上被敘述成有獨特的冠飾，類似食火雞。然而，對於數個偷蛋龍科標本的重新檢驗，顯示這些著名、有高冠飾的標本可能屬於葬火龍屬。偷蛋龍可能也有冠飾，但因為頭顱骨標本被壓碎過，所以無法得知冠飾的正確大小與形狀。

## 分類

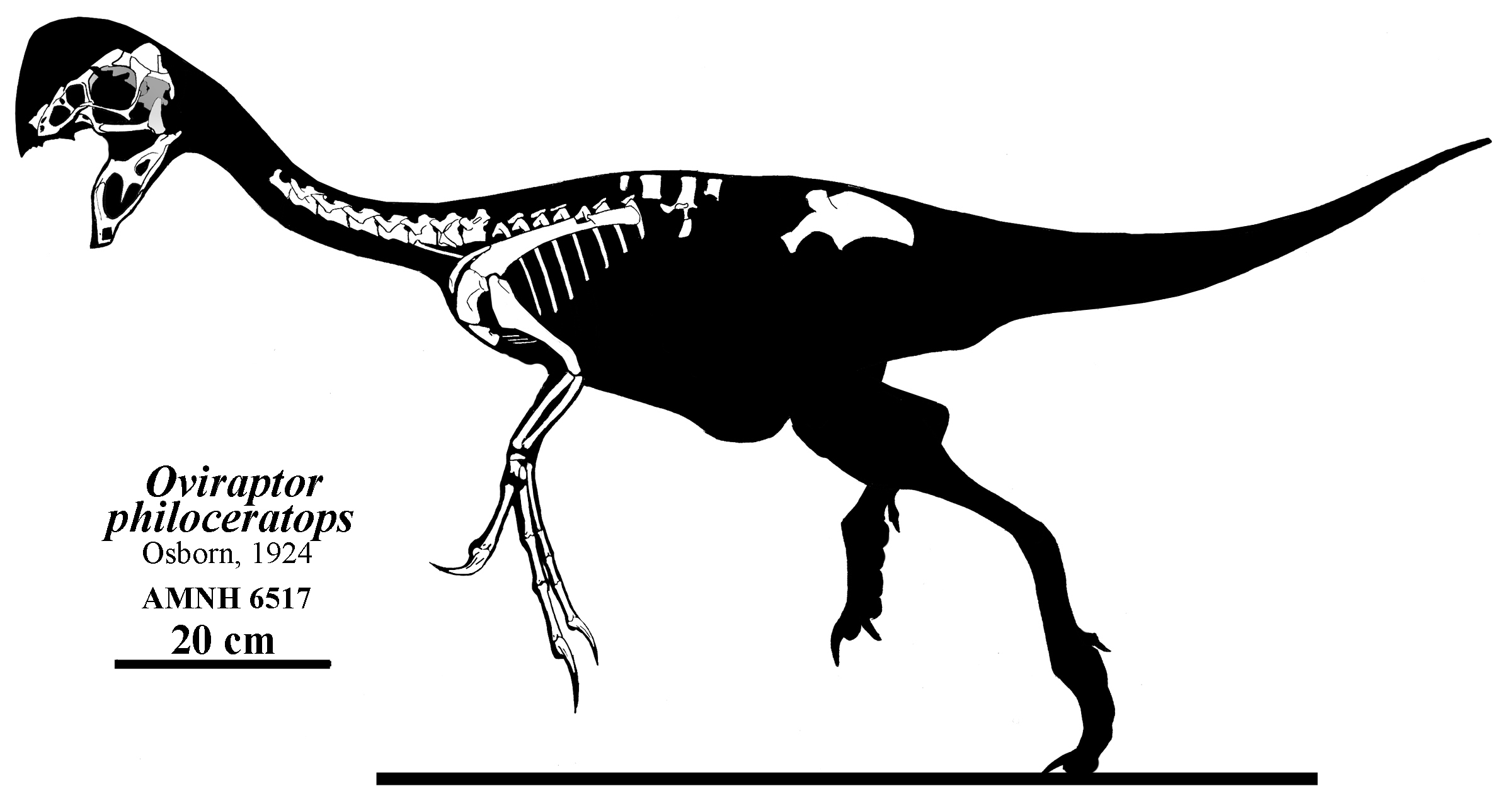
嗜角偷蛋龍正模標本包含的骨骼部位

偷蛋龍起初被奧斯本分類於似鳥龍科，因為牠們的缺乏牙齒喙狀嘴。奧斯本也發現偷蛋龍與纖手龍之間的相似處，纖手龍被認為是偷蛋龍的近親。在1976年，瑞欽·巴思缽（Rinchen Barsbold）建立偷蛋龍科，包含偷蛋龍與牠們的近親，而模式屬為偷蛋龍。
偷蛋龍的最初標本保存並不良好，尤其是頭顱骨遭到壓碎且變形，但在70年代與80年代發現了許多新的較完整偷蛋龍標本。在1976年，瑞欽·巴思缽將另外六個標本歸類於偷蛋龍屬。10年後，瑞欽·巴思缽將部分標本建立為新屬竊螺龍。其中一個編號IGN 100/42標本，因為牠的良好保存狀況與大型體型而著名。在1981年，巴思缽將編號IGN 100/42標本歸類於偷蛋龍。這個標本成為最常在科學文獻中被敘述的偷蛋龍與偷蛋龍科標本。然而，當科學家重新敘述位於蛋巢的偷蛋龍標本時，他們發現這個有類似食火雞高冠飾的標本，較類似葬火龍，而非偷蛋龍最初被敘述的標本。因此，他們將編號IGN 100/42標本暫時分類於葬火龍。

## 古生物學

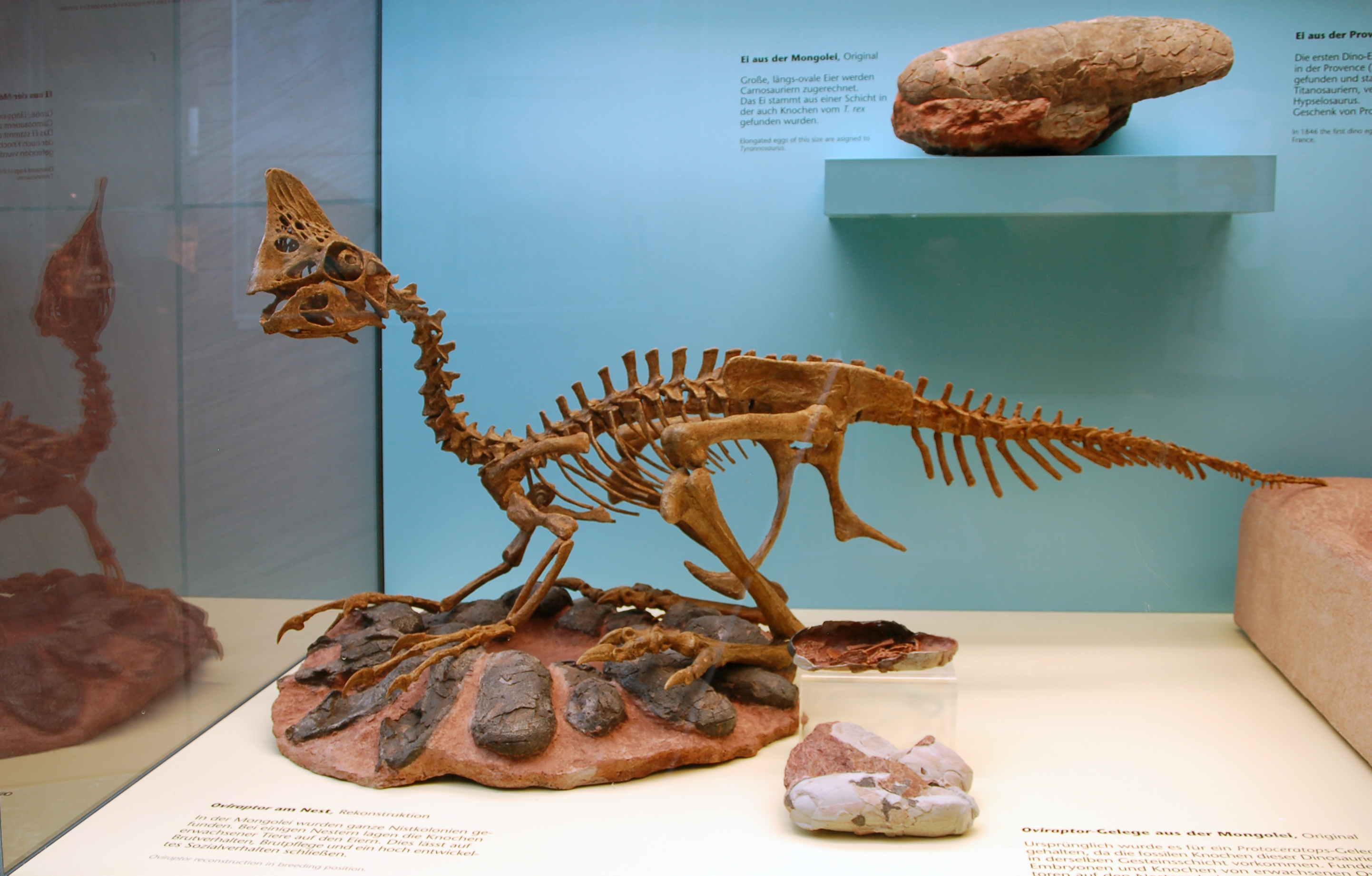
護蛋姿態的偷蛋龍模型

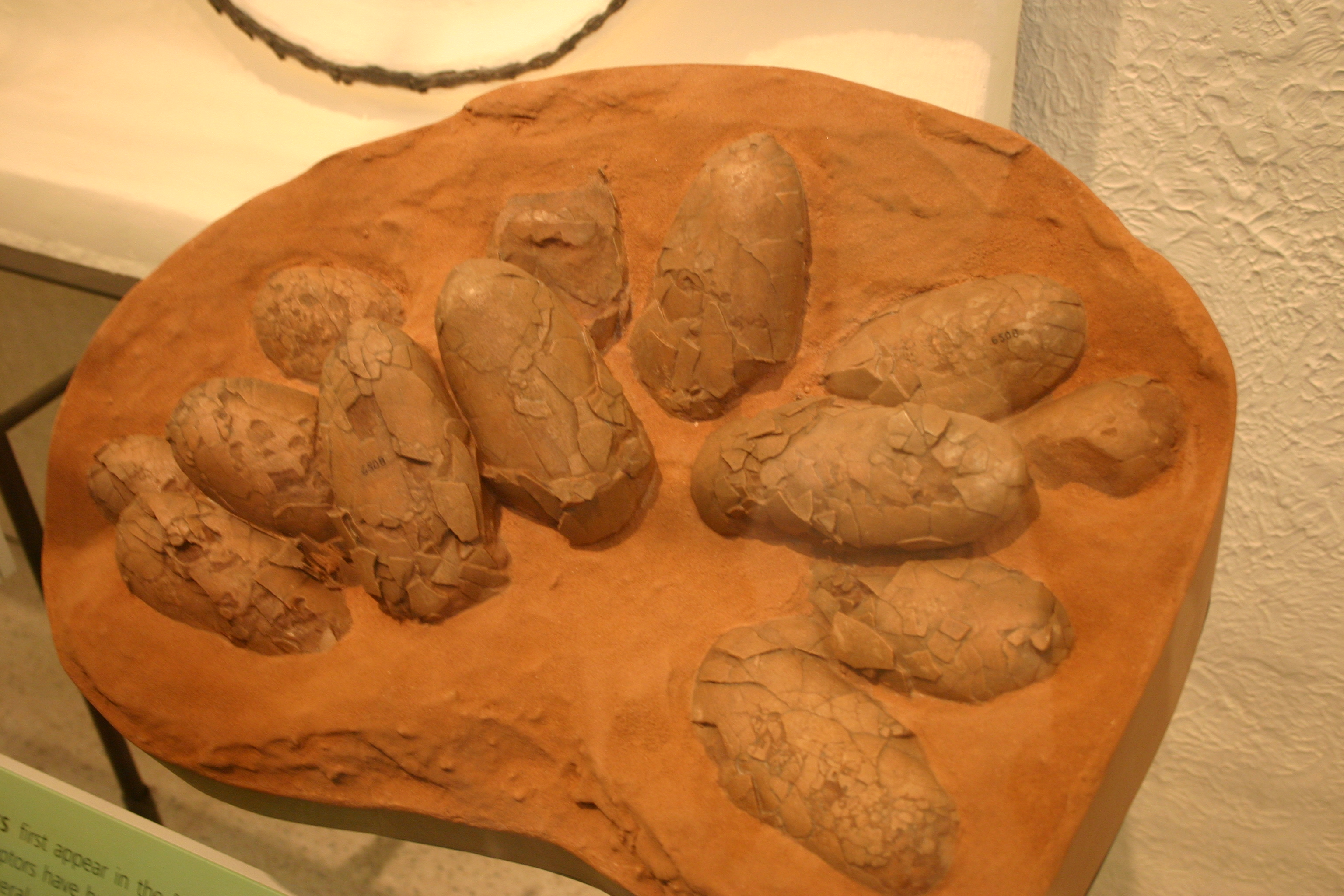
偷蛋龍的蛋化石（編號AMNH FR 6508）

如同牠們的名稱所顯示，偷蛋龍起初被推論以蛋為食，這是根據首次發現的偷蛋龍標本位於恐龍蛋巢上來而來的。然而，巴思缽在1977年提出牠們喙狀嘴的強度足以咬碎同一地層發現的軟體動物甲殼，例如蛤蜊。這個壓碎用頜部的概念首次由奧斯本所提出，他認為原始標本中的缺乏牙齒喙狀嘴，以及自齶骨延伸的數塊骨頭，可形成刺穿蛋殼的工具，但奧斯本的概念已遭到質疑。這些自上頜齶骨延伸的骨頭，聚集在中央形成一對分岔。不像其他恐龍，偷蛋龍的齶骨延伸、擴張到無齒的下頜空間內。牠們的上下頜前緣覆蓋者喙狀嘴，可能還有齶骨，如同奧斯本與巴思缽所假設的。
葬火龍是偷蛋龍的近親，也有發現標本位在一群恐龍蛋的上方，以及類似的蛋化石，顯示偷蛋龍並不是偷取原角龍的蛋，而是保護、孵化自身的蛋。至今尚未排除偷蛋龍以蛋為食的可能性，但仍不清楚牠們的食性。偷蛋龍標本的胃部區域曾發現一個蜥蜴化石，顯示牠們至少是部分肉食性動物。

## 大眾文化
由於牠們類似鳥類的奇異外型，以及偷蛋者的名聲，偷蛋龍常成為虛構恐龍的主題之一。然而，幾乎所有目前常見的偷蛋龍敘述，其實是根據早期所重建出的高冠飾偷蛋龍科恐龍形象，該形象目前被認為是葬火龍，而非偷蛋龍目前標本的樣貌。
虛構偷蛋龍的其中一個著名例子，出現在詹姆斯·格尼書籍《恐龍帝國》（Dinotopia）中。因為格尼不認為偷蛋龍是種恐龍蛋掠食動物，所以他將偷蛋龍改名為"Ovinutrix"，意為「蛋的護士」。偷蛋龍也常出現在與恐龍相關的電影中，例如迪士尼的動畫電影《恐龍》（Dinosaur），偷蛋龍在電影中偷走一個禽龍的蛋；以及動畫電影《歷險小恐龍》（The Land Before Time）；在2021年釋出的《侏羅紀世界：統霸天下》前導預告片中，偷蛋龍成為全系列作第一種全身披覆羽毛的史前生物，片中的個體闖入一隻不明恐龍的巢穴並食用巢內的恐龍蛋。而在探索頻道的電視節目《恐龍星球》（Dinosaur Planet）中，偷蛋龍與伶盗龙競爭食物。

## 外部連結
- 偷蛋龍的介紹 （页面存档备份，存于） Enchanted Learning網站